# Миан, Томми
То́мас Ми́ан (англ. Thomas Meehan; 1896 — 18 августа 1924), более известный как То́мми Ми́ан (англ. Tommy Meehan) — английский футболист, выступавший на позиции хавбека.

## Клубная карьера
Томас Миан родился в Хаперхее, Манчестер, в 1896 году. До войны играл за местный клуб «Рочдейл». В июне 1917 года перешёл в «Манчестер Юнайтед». Выступал за клуб в неофициальных военных турнирах. Свой первый официальный матч за «Манчестер Юнайтед» провёл 1 сентября 1919 года; это была игра против «Уэнсдей» на «Олд Траффорд». Свой первый официальный гол за «Юнайтед» забил 8 сентября того же года на «Хиллсборо» в ответном матче против «Уэнсдей» (в той же игре свой первый гол за «Юнайтед» забил легендарный нападающий Джо Спенс). Миан провёл в составе «Юнайтед» два неполных сезона, сыграв за это время 53 матча и забив 6 мячей.
18 декабря 1920 года Миан был продан в лондонский «Челси» за 3300 фунтов. Дебютировал за «пенсионеров» 27 декабря 1920 года в матче против «Ливерпуля». Выступал за клуб на протяжении четырёх сезонов, сыграв в общей сложности 133 матча и забив 4 мяча.
В 1924 году, будучи игроком «Челси», заболел летаргическим энцефалитом, эпидемия которого бушевала по всему миру, и умер 18 августа 1924 года в Вестминстере, Лондон.

## Карьера в сборной
Провёл 1 матч за национальную сборную Англии. Произошло это 20 октября 1923 года, когда он вышел на поле в матче против сборной Ирландии на «Уиндзор Парк». Ирландцы одержали победу со счётом 2:1.

## Статистика выступлений
| Клуб              | Сезон            | Лига | Лига | Кубок | Кубок | Итого | Итого |
| Клуб              | Сезон            | Игры | Голы | Игры  | Голы  | Игры  | Голы  |
| ----------------- | ---------------- | ---- | ---- | ----- | ----- | ----- | ----- |
| Манчестер Юнайтед | 1919/20          | 36   | 2    | 2     | 0     | 38    | 2     |
| Манчестер Юнайтед | 1920/21          | 15   | 4    | 0     | 0     | 15    | 4     |
| Манчестер Юнайтед | Итого            | 51   | 6    | 2     | 0     | 53    | 6     |
| Челси             | 1920/21          | 19   | 0    | 4     | 0     | 23    | 0     |
| Челси             | 1921/22          | 37   | 0    | 0     | 0     | 37    | 0     |
| Челси             | 1922/23          | 42   | 3    | 3     | 0     | 45    | 3     |
| Челси             | 1923/24          | 26   | 1    | 2     | 0     | 28    | 1     |
| Челси             | Итого            | 124  | 4    | 9     | 0     | 133   | 4     |
| Всего за карьеру  | Всего за карьеру | 175  | 10   | 11    | 0     | 186   | 10    |